# パペルーチョ
『パペルーチョ』（Papelucho）は、チリの作家マルセラ・パスの童話シリーズ。またその童話の主人公の名前。1947年に第1巻が発売され、全シリーズ本編は12巻。2007年にアニメの映画化された。
チリの児童文学の最も重要な本だと考えられ、子供に必要な読書とみなされる。世界中でも色々な言語に翻訳されている。

## 書くスタイル
子供の日記のように書いてあり、チリのスペイン語のスラングがたくさん使われている。パペルーチョは男の子だが、文学コミュニティ一で一般に作家本人の子供の頃の経験を語ると信じられている。

## あらすじ
8歳のパペルーチョは、自分の生活について話す。常に生活の普通なことを、パペルーチョの頭に作る不思議なことと混ざり、面白いストーリーが発生。

## 作品リスト
- Papelucho (1947年)
- Papelucho casi huérfano (1951年)
両親がアメリカへ旅行して、パペルーチョが迷子になったと思考。
- Papelucho historiador (1955年)
パペルーチョがチリの歴史を簡単で説明。
- Papelucho detective (1957年)
パペルーチョがたまたま犯行を見て、犯行を明らかにするのを決める。
- Papelucho en la clínica (1958年)
パペルーチョが虫垂炎で入院された。病院で仲間ができて、冒険が始まる。
- Papelucho perdido (1960年)
- Papelucho y mi hermana Ji (1964年)
妹・ヒーが現れ、パペルーチョが新しい家族の者になれる問題に向ける。
- Papelucho misionero (1966年)
- Papelucho y el marciano (1968年)
宇宙人の子供・デットが地球に落ち、パペルーチョの仲間になる。パペルーチョと一緒に火星に戻れるマシーンを作る。このストーリーを基にして2007年に映画化にされた。
- Papelucho y mi hermano hippie (1971年)
兄・ハビエルがヒッピーになり、パペルーチョの家族がびっくりする。
- Papelucho en vacaciones (1971年)
- Papelucho ¿soy dix leso? (1974年) 
タイトルは形容詞「disléxico」（ディスレクシア） とチリのスペイン語のスラング「leso」（バカ）との語呂合わせ。

## アニメ映画
2007年5月17日に映画プロデューサーCine AnimadoresとCanal 13 Filmsによってアニメ映画化された。コンピュータアニメーションとセルアニメが使用され、映画を作るための費用は150万ドル。監督はアレハンドロ・ロハス。